# Максимилиан Генрих Баварский
Максимилиан Генрих Баварский (нем. Maximilian Heinrich von Bayern; 8 октября 1621, Мюнхен — 3 июня 1688, Бонн, Кёльн) — архиепископ Кёльнский (1650—1688), князь-епископ Хильдесхайма (1650—1688), Мюнстера (1650—1688) и Льежа (1683—1688). Сын ландграфа Лейхтенберга Альбрехта VI и его жены Мехтильды. На протяжении всей своей службы сотрудничал с французами, чтобы ограничить власть императора Священной Римской империи, и участвовал во франко-голландской войне на противной империи стороне.

## Биография

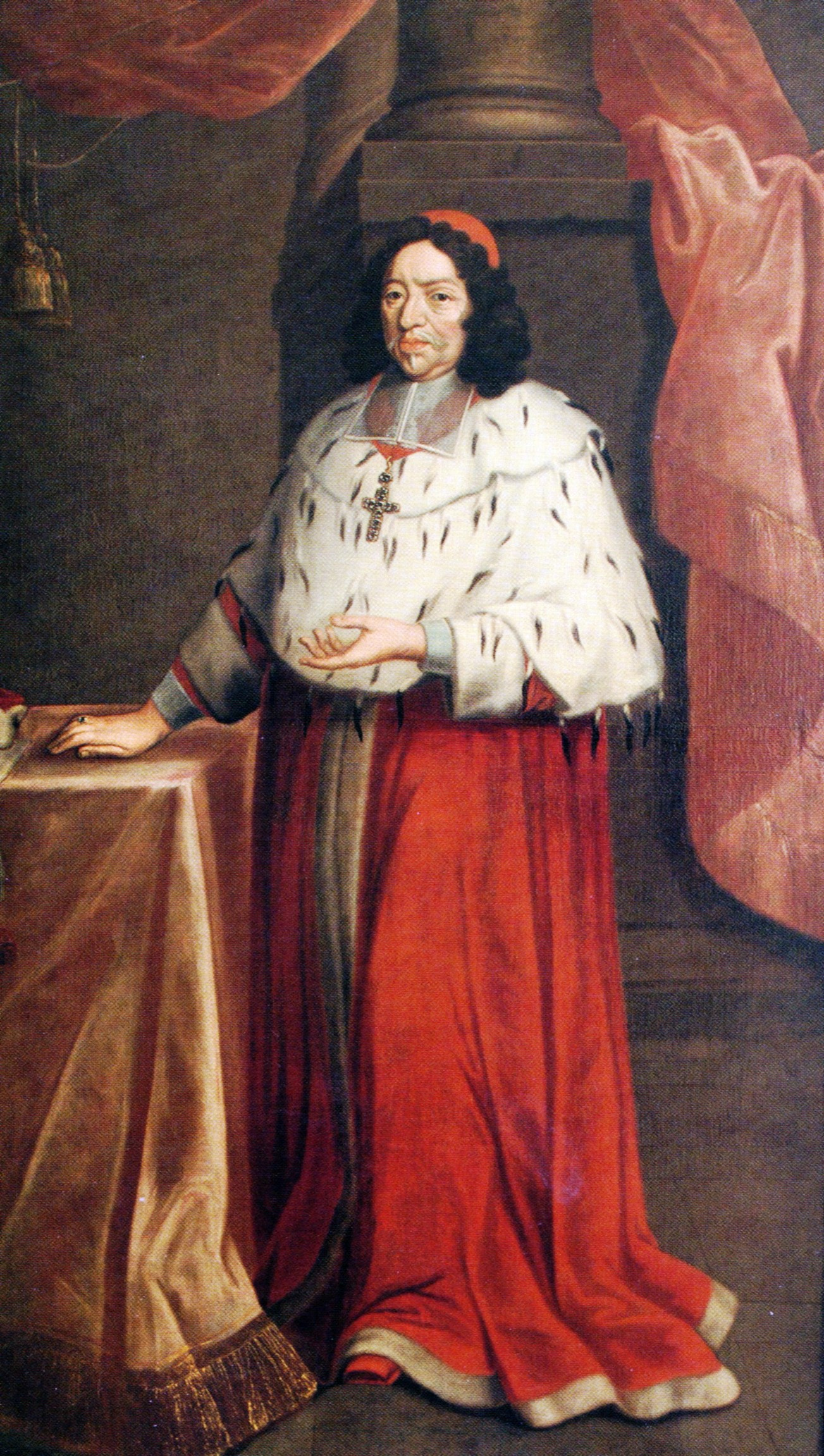
Максимилиан Генрих Баварский. 1667 г.

Примерно в 1640 году Максимилиан посещал гимназию Tricoronatum, где встретил Франца Эгона фон Фюрстенберга и его брата Вильгельма Эгона фон Фюрстенберга. До 1650 года Максимилиан был избран коадъютором в Кёльне, что сделало его очевидным преемником своего дяди Фердинанда Баварского. К тому времени Эгоны фон Фюрстенберг вступили в тайный совет архиепископа-курфюрста и помогли своему другу, когда его дядя скончался. Максимилиан сделал Франца своим премьер-министром.
Когда император Священной Римской империи Фердинанд III умер в 1657 году, Максимилиан и курфюрсты Майнца и Трира отправили Вильгельма к курфюрсту Баварии Фердинанду Марии, чтобы выяснить, не желает ли он быть следующим императором (в оппозиции своим двоюродным братьям Габсбургам), но он отказался. Когда стало ясно, что Леопольд I побеждает на выборах, Максимилиан стал сотрудничать с другими курфюрстами с целью наложить ограничения на его полномочия и заставив подписать заявление о том, что он никоим образом не поддержит Испанию. Максимилиан короновал Леопольда 31 июля 1658 года. Вскоре после этого он напомнил императору, что он должен соблюдать наложенные ограничения, поскольку именно благодаря этому он получил корону. Одним из условий, которое Максимилиан и его коллеги-курфюрсты навязали императору, заключалось в том, что архиепископы-курфюрсты должны иметь возможность выслать папского нунция из империи. В 1662 году в Кёльне была предпринята попытка объединить имперскую и французскую церкви, чтобы спровоцировать изменения в Риме, хотя этот план и не был доведён до конца.
В 1659 году кардинал Мазарини попросил Максимилиана и курфюрста Майнца проконтролировать переговоры о прекращении франко-испанской войны. Впоследствии Максимилиан регулярно отправлял Вильгельма на переговоры и, в конечном итоге, на подписание Пиренейского договора.
В 1665 году Вильгельм привёз Максимилиану из Франции деньги для сбора армии. Они хотели, чтобы Кёльн поддержал интересы Франции в предстоящей Деволюционной войне. Максимилиан согласился, так как взамен он надеялся получить новые территории для своего собственного государства. В 1667 году Вильгельм убедил Максимилиана отправить его в Вену, чтобы разузнать планы императора относительно нового слабого короля Испании Карла II и возможное отделение Нидерландов от Испании после его смерти. Французы были рады, что это было сделано на имя Максимилиана, поскольку вне зависимости от ответа их ни в чём нельзя было обвинить.
В преддверии франко-голландской войны Максимилиан продолжал работать с французами, хотя его в его владениях возрастало волнение. В 1670 году правители Кёльна получили разрешение империи на размещение голландского гарнизона из 5000 пехотинцев и 1000 кавалеристов, надеясь получить защиту от надвигающейся французской армии. В 1671 году Максимилиан согласился на то, что французы смогут свободно передвигаться по его территории; они начали строить склады и стратегическую инфраструктуру. Когда люди начали жаловаться на эти приготовления к войне, Максимилиан обвинил Уильяма, но был смягчен получением дополнительных французских средств. Когда император вступил в войну на стороне голландцев в 1672 году, земли Максимилиана подверглись нападению, и он обратился к Франции за дополнительной помощью и финансированием. Когда 14 февраля 1674 года Вильгельм был арестован за его деятельность против Габсбургов, Максимилиан быстро договорился о выходе Кёльна из войны. Договор с голландцами предусматривал общую амнистию для офицеров с обеих сторон, за исключением тех, кто был осуждён за измену (таким образом Вильгельм остался в плену). К декабрю того же года Максимилиан подписал договор с Австрией, чтобы не допустить возможности Фюрстенбергам снова на него работать. Этот договор держался в секрете до 1677 года, так как Максимилиан боялся мести французов за предательство своего агента.
В 1683 году его сделали епископом Мюнстера, но папа Иннокентий XI отказался утвердить его кандидатуру. Он умер в 1688 году, и на смену ему пришёл Иосиф Клеменс Баварский.